# Kateřina Kočandrle Bauer
Kateřina Kočandrle Bauer (* 3. prosince 1971 Jihlava) je česká pravoslavná teoložka působící na Evangelické teologické fakultě Univezity Karlovy, zabývá se spiritualitou a pravoslavím.

## Život
Vystudovala Pedagogickou fakultu Jihočeské university v Českých Budějovicích (1991–94, Bc., v oboru pedagog anglického jazyka pro základní školy) a evangelickou teologii na Evangelické teologické fakultě UK (1995–98 Bc., 1999–2004 Mgr., pod vedením prof. Ivany Noble). V letech 2004–2007 vyučovala na Vyšší odborné škole sociálně pedagogické a teologické Jabok. V roce 2009 získala doktorát na základě disertační práce Znovuobjevení symbolu u Louis-Marie Chauveta. Od roku 2009 přednáší v magisterském studiu na Evangelické teologické fakultě UK (předměty: Hermenutika, Dějiny dogmatu, Systematická teologie, Sakramentální teologie, Náboženství a spiritualita v současné Evropě, Ekumenické konfesijní kultury).
Působí jako výzkumná pracovnice. V letech 2011–2015 byla členkou vědeckého týmu projektu o pravoslavné teologii na Západě "Symbolické prostředkování celistvosti v západním pravoslaví", kde analyzovala symbolické prostředkování celistvosti, které bylo formulováno v rámci dialogu mezi západním a východním myšlením. V letech 2017–2023 byla členkou (senior researcher) byla členkou vědeckého týmu projektu o teologické antropologii.
Od r. 2019 působí jako odborná asistentka na Ekumenickém institutu Evangelické teologické fakulty, je členkou Centra excelence UK "Teologická antropologie v ekumenické perspektivě", působí v univerzitním Centru péče o duši a spolupracuje s duchovním centrem Fortna. Vystupovala pro skupinu Logos.
Je manželkou Vladimíra Kočandrleho, českého hudebního skladatele a textaře známého z působení v popové hudební skupině OK Band.

## Dílo
Kočandrle Bauer se zabývá systematickou teologií, hermeneutikou a vztahem západní a východní spirituální tradice, ruskou náboženskou filozofií, křesťanskou spiritualitou, vztahem teologie a umění (ikonopisectví, poezie, divadlo). Je výrazná teoložka své doby, k feminizmu se ale nehlásí.
Její první samostatná monografie Znovuobjevení symbolu u Louis-Marie Chauveta (2010) představuje, analyzuje a kriticky hodnotí pojetí symbolu u současného francouzského teologa Louise-Marie Chauveta, který významným způsobem ovlivnil západní, zejména katolickou teologii svátostí, ale v českém prostředí je téměř neznámý. Chauvetova rehabilitace symbolického vidění skutečnosti s sebou přináší možnost vypovídat o Boží přítomnosti neideologickým způsobem a navrací zpět do teologie pozitivní hodnocení těla a tělesnosti. Bauer zde mapuje zdroje Chauvetova pojetí symbolu (Heidegger, Lacan, kritika tomistické sakramentální teologie), seznamuje s jeho základními rysy (ve vztahu k tématu bytí, řeči a tělesnosti) a nakonec ho také kriticky hodnotí, mj. v kontextu prací soudobých francouzských filozofek.
Společně s Ivanou Noble, Timem Noble a Parushem Parushevem napsala: Mnohohlas pravoslavné teologie ve 20. století na Západě (2016, 2019 rusky), Cesty pravoslavné teologie ve 20. století na Západě (2012, 2015 anglicky a rusky), Zápas o mysl církevních otců (anglicky, 2015).
Je členkou mezinárodní komise pro pravoslavně-katolický dialog centra Pro Oriente ve Vídni. Je členkou Northwestern University Research Initiative for the Study of Russian philosophy and Religious Thought. Je účastnicí různých televizních (TV Noe s Petrem Vaďurou) a rádio pořadů na téma pravoslavná tradice, ruská náboženská filosofie, symbolika, západní pravoslaví. Publikuje v nakladatelstvích Brill, Oxford, St Vladimir's Seminary Press.
Habilituje v oboru ekumenická teologie a spiritualita prací Desire for Lost Unity: Sources of Contemporary Holistic Theology.